# Kvarteret Resedan

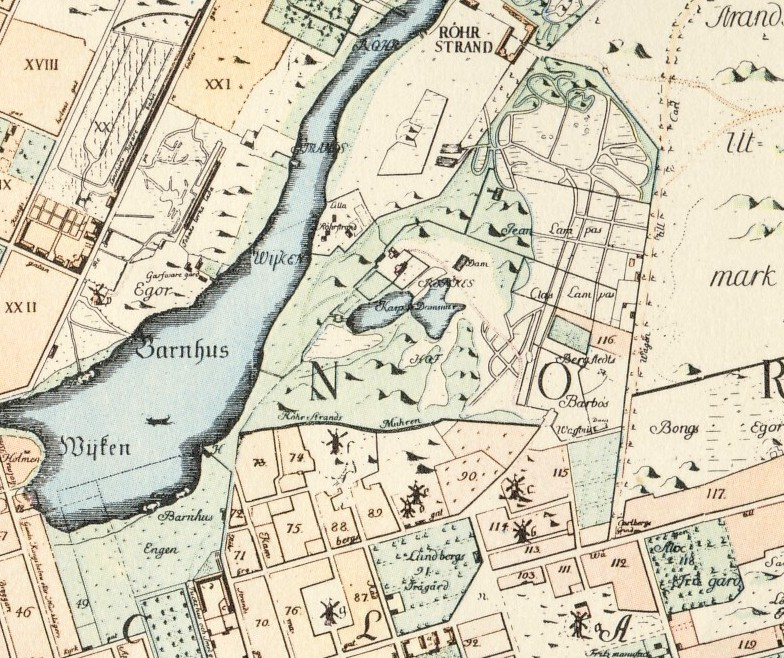
Området på Tillaeus karta från 1733.
(Norr är till höger)

Kvarteret Resedan ligger i stadsdelen Vasastan i centrala Stockholm. Kvarteret begränsas av Odengatan i syd, Karlbergsvägen i norr, Dalagatan i öst och Hälsingegatan i väst.  Inom kvarteret låg en gång Bergianska trädgården.

## Äldre historik
På Petrus Tillaeus karta från 1733 återfinns Rörstrands utmark och de så kallade Bongska ägorna
norr om den trädplanterade vägen till Karlbergs slott, ofta kallad Karlbergs allé. Söder
om allén låg bröderna Lampas och Bergstedts egendomar. Området en del av en större trädgårdsanläggning med slingrande vägar och karpdammar. I kvarteret låg före 1885 centrumet för Bergianska trädgården. Trädgården överläts genom testamente år 1784 av läkaren och botanisten Peter Jonas Bergius till Kungliga Vetenskapsakademien. Bergius hade sin malmgård kallad Bergiilund vid nuvarande Odenplan. 1885 flyttades verksamheten till Frescati, där den fortfarande finns. Ända fram till 1910-talet fanns små gårdar och växthus i kvarteret.
Kvarteret Resedan bildades i slutet av 1800-talet i samband med Albert Lindhagens stadsplanering för nordvästra  Norrmalm. Kvartersnamnen i omgivningen påminner om Bergianska trädgården och bär blomnamn som "Gullvivan", "Rosen", "Jasminen", "Blåklinten" och "Snöklockan". "Resedan" fick sitt namn efter familjen resedaväxter som färgreseda och gulreseda. 

### Historiska bilder

Ej längre existerande byggnader och anläggningar i kvarteret Resedan i början på 1900-talet
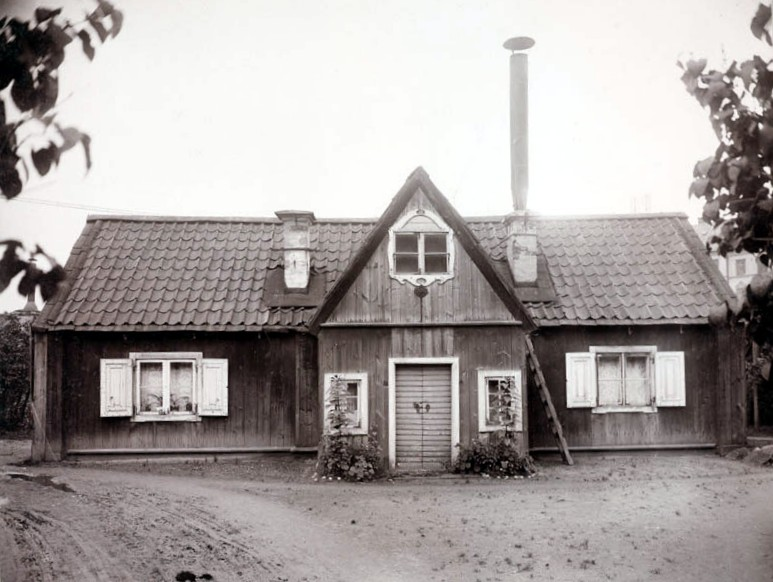
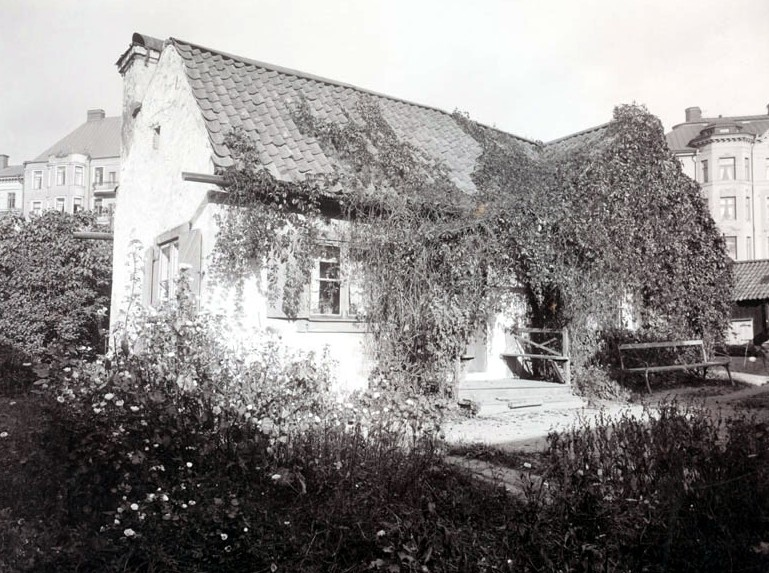
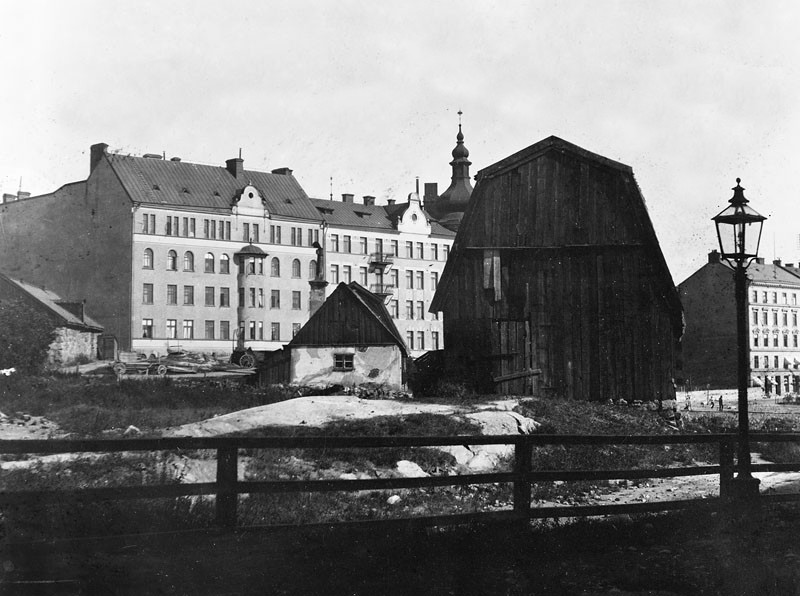
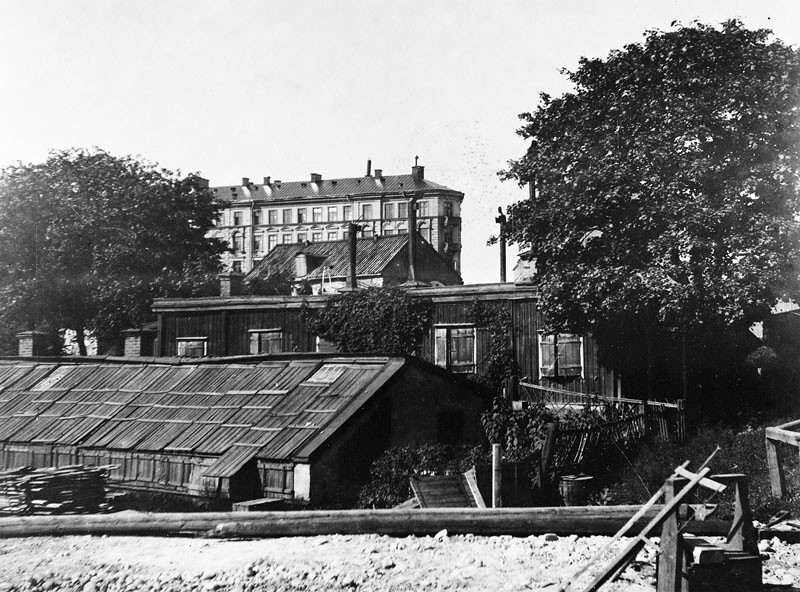

## Byggnader i kvarteret Resedan

### Vasa Real (Resedan 2)
År 1916 påbörjades bebyggelsen av tomtens norra sida med Vasa Gymnasium (nuvarande Vasa Real) efter ritningar av Gustaf Améen. Byggnaden och skolgården upptar större delen av kvarteret och det tog tio år att färdigställa anläggningen. I ett hörn av skolgården finns fortfarande rester av den skolträdgård som man under realskoletiden månade om bland annat för att det var en liten kvarvarande rest av Bergianska trädgården, som bredde ut sig i detta område under 1800-talet innan den flyttade till Frescati. Åren 1962-1964 byggdes en flygel mot Dalagatan med ritsalar och elevmatsal. Interiören i huvudbyggnaden bevarar till stor del ursprungligt utseende med kalkstensgolv
i trapphus och korridorer, smidesräcken i trappan, putsväggar med slät bemålning.

### Posthuset (Resedan 3)
På kvarterets södra del, i hörnet Odengatan/Dalagatan uppfördes åren 1928 till 1929 en större byggnad innehållande post samt bostäder och kontorsrum. Byggnaden, som ritades av Erik Lallerstedt, gestaltades i svensk tjugotalsklassicism och är numer ett byggnadsminne. Fasaderna är i gul slätputs, de nedre våningarna är markerade med murpelare och stora spröjsade fönster, takvåningen är indragen och smyckad med polykroma putsornament mellan fönstren. En ensam balkong med smidesräcke är enda variationen mot Odengatan.

### Biografen Plaza (Resedan 4)
Den tredje intressanta byggnaden i kvarteret är före detta biografen Plaza som låg granne med posthuset mot Odengatan. Biografen Plaza byggdes i den nya funktionalistiska arkitekturstilen efter ritningar av Björn Hedvall. Plaza uppfördes på initiativ av Anders Sandrew och invigdes den 1 januari 1931. Biografen var redan från början utrustat med teknik för visning av ljudfilm. Den tillhörde inte de största i Stockholm utan räknades till medelklassen. 1984 byggdes Plaza om till teaterlokal med namnet "Teater Plaza", där  Mimensemblen och Pantomimteatern hade föreställningar fram till 1993. Idag (2009) påminner bara baldakinen om att det funnits en biograf här, lokalen nyttjas av diverse butiker.

### Resedan 5
Hörnhuset Odengatan/Hälsingegatan uppfördes åren 1929-1931 efter Ragnar Östbergs ritningar och innehöll i början Vasa högre flickskola. 1969-1971 byggdes huset om till kontor och bostäder. Byggnaden mot Odengatan innehöll lägenheter medan kontor inrymdes i skolans tidigare lokaler mot Hälsingegatan. 1992-2016 fanns Judiska museet i byggnaden.

### Nutida bilder

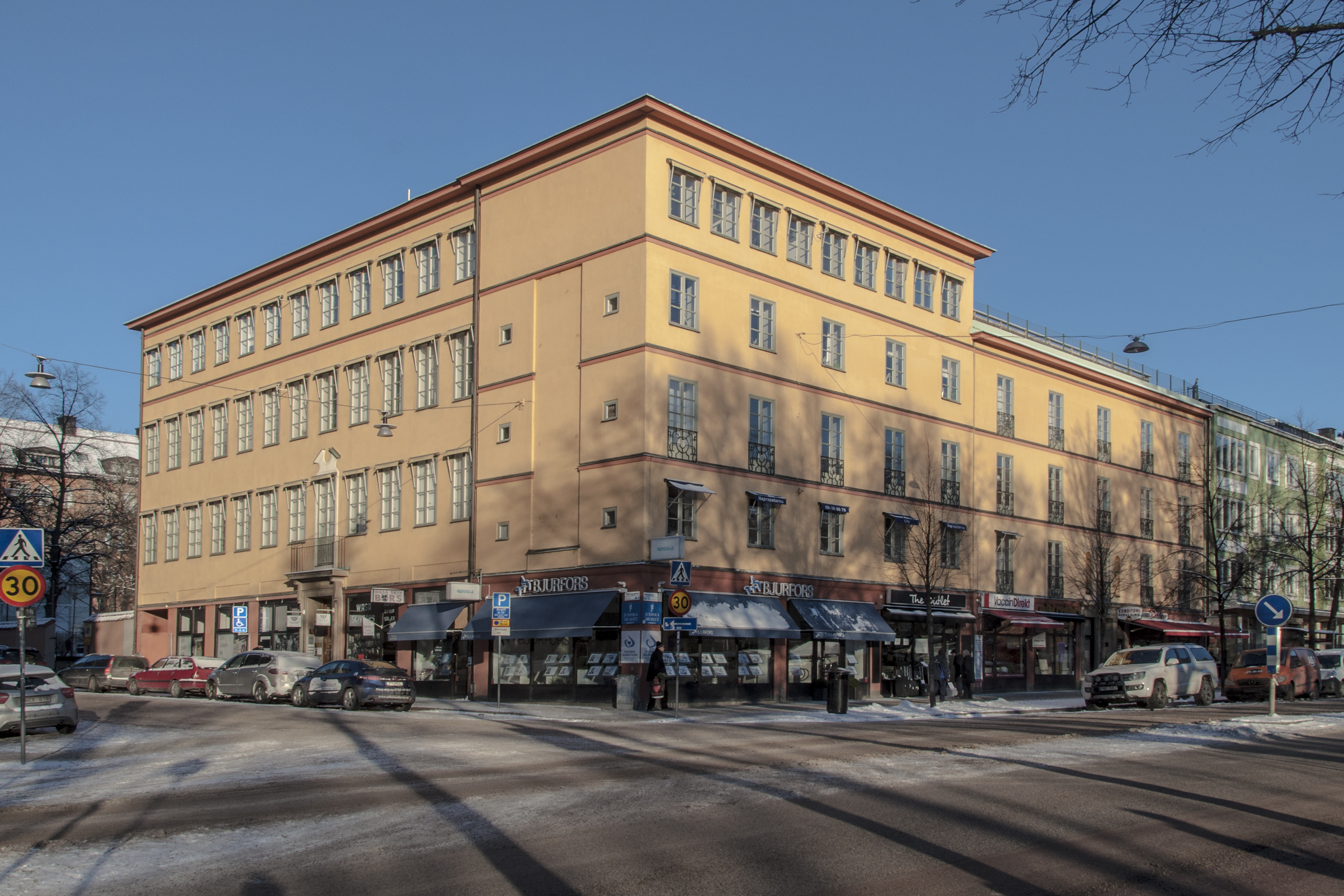
f.d. Vasa högre flickskola
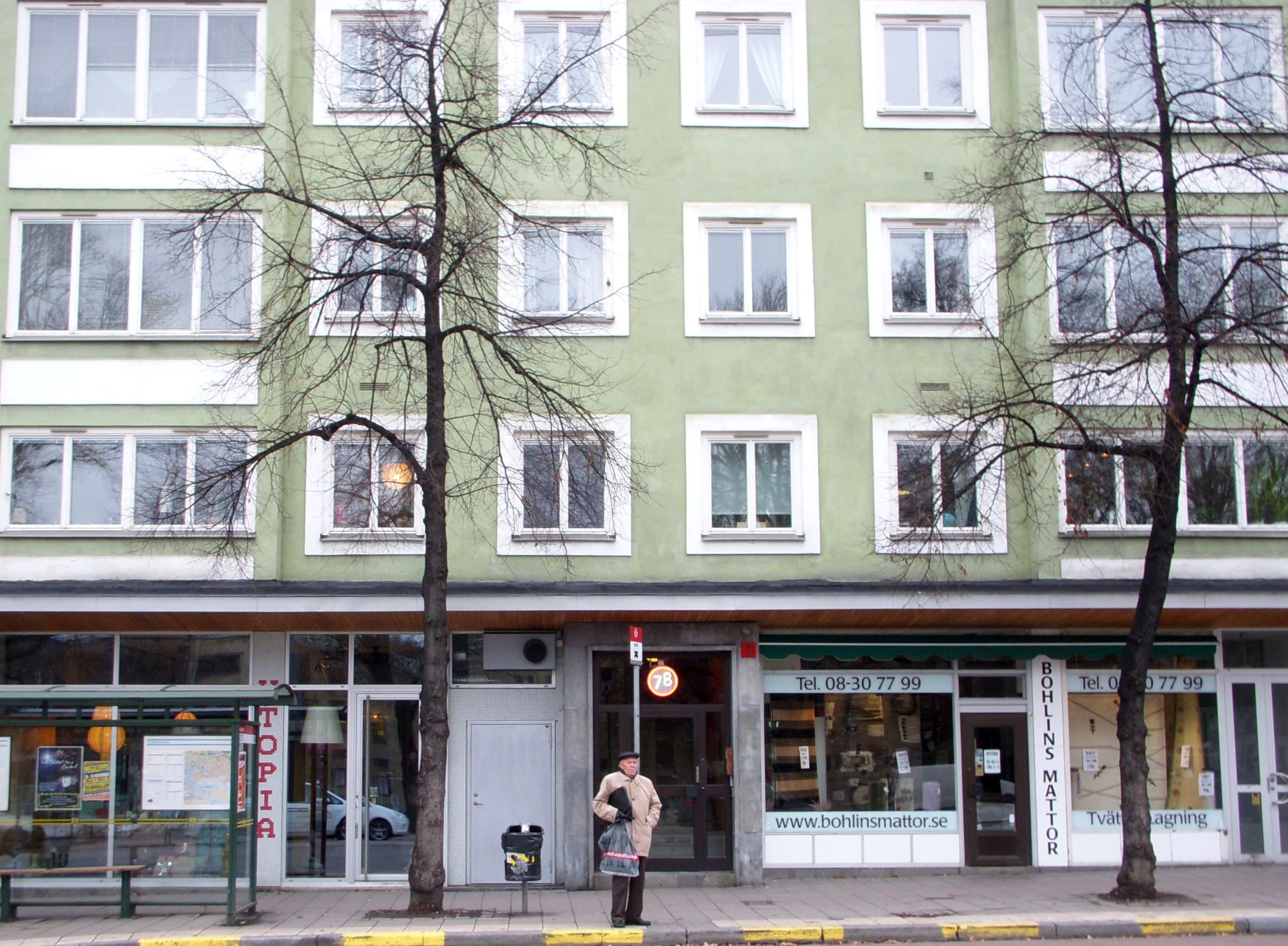
Före detta biografen Plaza
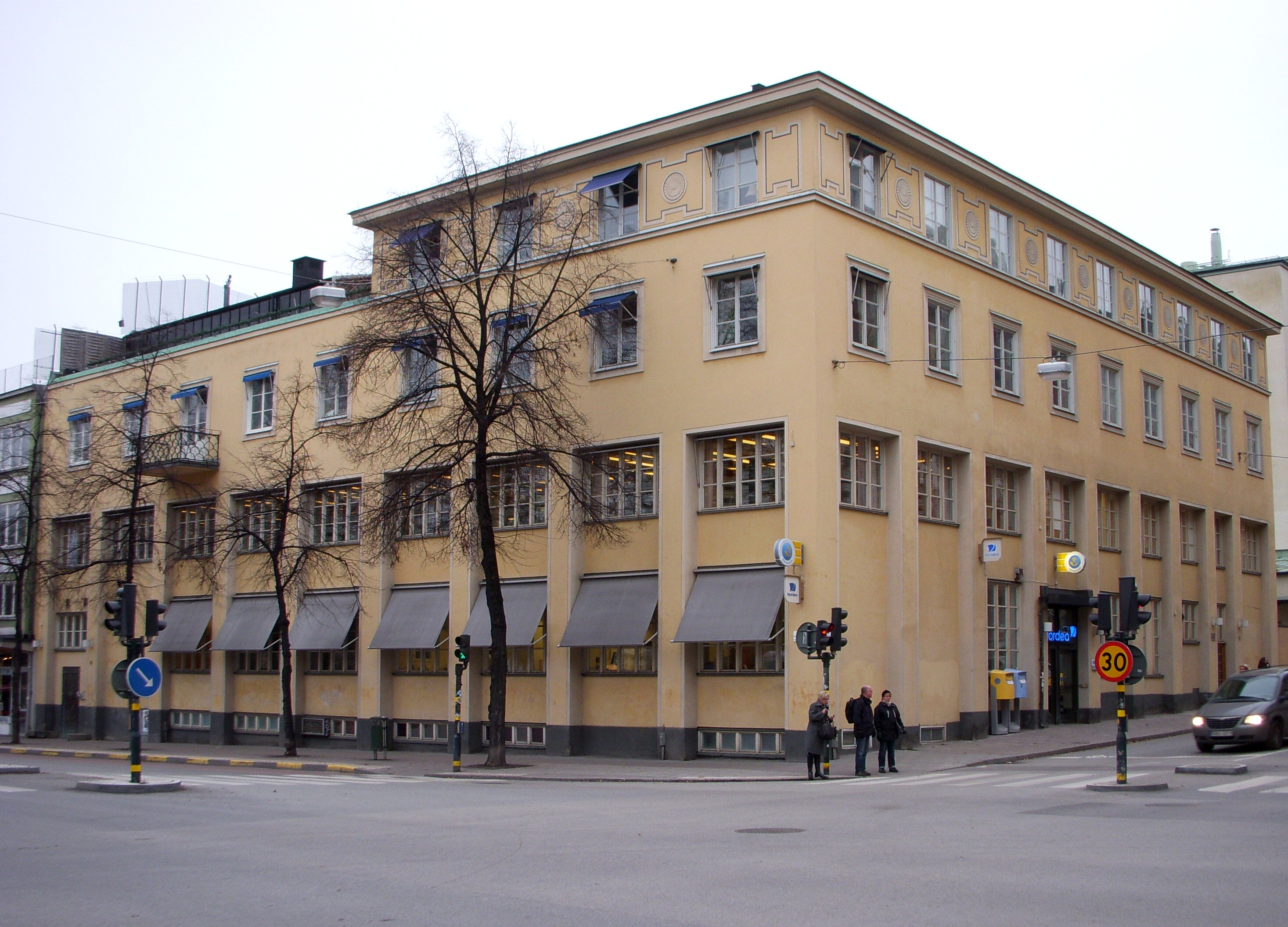
Gamla posthuset
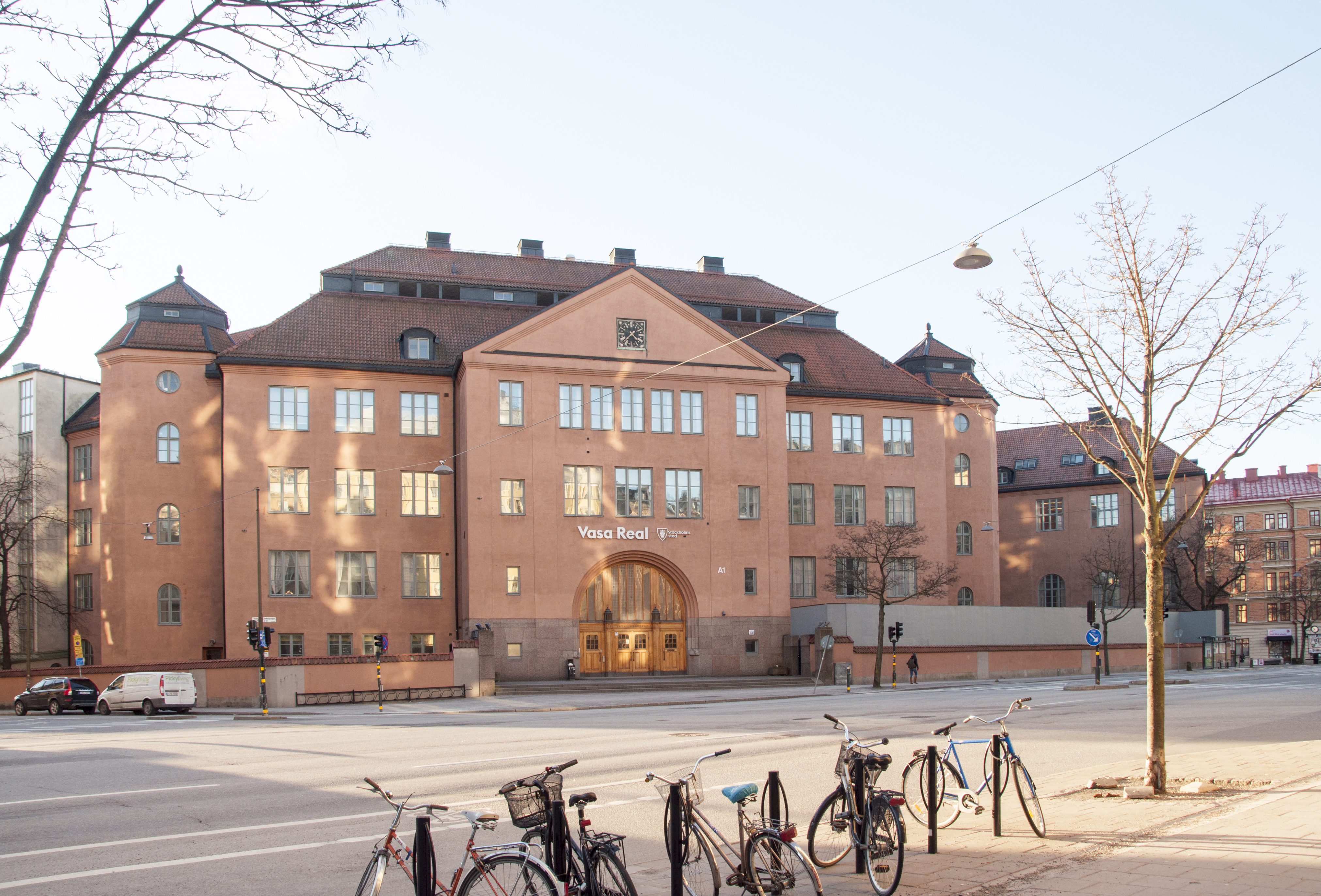
Vasa Real